# Saint-Augustin (Pas-de-Calais)
Saint-Augustin é uma comuna francesa na região administrativa de Altos da França, no departamento de Pas-de-Calais. Estende-se por uma área de 11.80 km². Em 2010 a comuna tinha 816 habitantes (densidade: 69,2 hab./km²).
Foi criada em 1 de janeiro de 2016, a partir da fusão das antigas comunas de Clarques e Rebecques.